# Paul Dessau
Paul Dessau (Hamburg, 19 december 1894 – Königswusterhausen (bij Berlijn), 28 juni 1979) was een Duits componist en dirigent. Tijdens zijn verblijf als vluchteling in Frankrijk gebruikte Paul Dessau ook de pseudoniemen Henry Herblay en Peter Daniel.

## Levensloop
Dessau kreeg al op vroege leeftijd muzikaal onderricht van zijn grootvader, die voorzanger in de synagoge was. Toen hij amper 11 jaar oud was, gaf hij al optredens als violist.
Van 1910-1912 studeerde hij aan het Klindworth-Scharwenka-conservatorium in Berlijn en wijdde zich vanaf 1912 aan een loopbaan als kapelmeester.
In 1918 werd hij benoemd tot dirigent en componist van de Kammerspiele in Hamburg.
Van 1925-1933 werkte Dessau als eerste kapelmeester aan de Städtische Oper Berlin, daarna emigreerde hij naar Parijs, waar hij bevriend raakte met René Leibowitch, die hem inwijdde in de geheimen van het twaalftoonssysteem.
In 1939 emigreerde hij naar de Verenigde Staten en vestigde zich in New York. Hier leerde hij Bertolt Brecht kennen, met wie hij vanaf 1942 samenwerkte.
In 1948 keerde Dessau terug naar Duitsland waar hij zich in Zeuthen (bij Berlijn) vestigde.
Aan de Akademie der Künste in Berlijn, kreeg hij in 1952 zijn aanstelling als docent en in 1959 als professor.
Hij was een van de belangrijkste componisten van de voormalige DDR en was het voorbeeld voor talrijke jonge kunstenaars.
Op zijn avantgardistische muziek kwam dikwijls kritiek van de leiding van de DDR. Van zijn kant behield Dessau een kritische distantie van het regime, waaraan hij door alles heen loyaal bleef. Hiervan getuigt ook het thema Es-E-D, oftewel SED.

## Composities

### Werken voor orkest
- 1926 bew.1929 1e Symfonie, voor orkest
- 1934 Trois mouvements symphoniques (in 1962 werd Hommage à Bartók toegevoegd en zo ontstond de 2e Symfonie, voor orkest)
- 1947 Musik für 10 Bläser, 2 Piccolo-Flöten, Ziehharmonika, 4 Pauken und Klavier
- 1952-1953 Symfonische mars, voor groot orkest (in 1963 bewerkt als Sozialistische Festouvertüre)
- 1955 Orchestermusik
- 1956-1957 In memoriam Bertolt Brecht, voor groot orkest
- 1963 Bach-Variationen, voor groot orkest
- 1963 Hommage à Verdi, voor groot orkest
- 1964 Divertimento, voor groot orkest
- 1967 Orchestermusik Nr. 2 „Meer der Stürme“
- 1969 Orchestermusik Nr. 3 „Lenin“ met het slotkoor "Grabschrift für Lenin"
- 1970 3e Symfonie (fragment)
- 1972-1973 Orchestermusik Nr. 4

### Werken voor harmonieorkest
- 1953 Trauermarsch
- 1960 Trauermusik, voor groot harmonieorkest

### Muziektheater

#### Opera's
| Voltooid in | titel                                                                          | aktes                                                                                             | première | libretto                                                                                            |
| ----------- | ------------------------------------------------------------------------------ | ------------------------------------------------------------------------------------------------- | --- | --------------------------------------------------------------------------------------------------- |
| 1910-1912   | Guiditta                                                                       | 3 aktes                                                                                           | onvoltooid | Manuel May                                                                                          |
| 1949/1951   | Das Verhör des Lukullus; 5e versie: Die Verurteilung des Lukullus              | 14 scènes; 2e versie: 14 scènes; 3e versie: 13 scènes; 4e versie: 12 scènes; 5e versie: 12 scènes | 1e versie: niet uitgevoerd; 2e versie: niet uitgevoerd; 3e versie: niet uitgevoerd; 4e versie: niet uitgevoerd; 5e versie: 17 maart 1951, Berlijn, Staatsoper Unter den Linden | van de componist en Bertolt Brecht                                                                  |
| 1956-1959   | Puntila                                                                        | Proloog, 13 scènes en epiloog                                                                     | 15 november 1966, Berlijn, Staatsoper Unter den Linden | Peter Palitzsch en Manfred Wekwerth, naar Bertolt Brechts stuk "Herr Puntila und sein Knecht Matti" |
| 1960        | C. G.                                                                          | uitsluitend fragmenten                                                                            | | Inge Müller, Heiner Müller                                                                          |
| 1961        | Die heilige Johanna der Schlachthöfe                                           | gepland                                                                                           | | Bertold Brecht, bewerkt door de componist, Ginka Čolakova naar Evgenij Švarc                        |
| 1963        | G. G.                                                                          | uitsluitend fragmenten                                                                            | | Peter Hacks                                                                                         |
| 1967-1969   | Lanzelot                                                                       | 15 taferelen                                                                                      | 19 december 1969, Berlijn, Staatsoper Unter den Linden | Heiner Müller en Ginka Čolakova naar Evenij Švarc, "Der Drache" en Hans Christian Andersen          |
| 1969-1973   | Einstein; ontworpen als "Das gelobte Land" en in 1964/65 als "Albert Einstein" | 3 aktes, 2 intermezzi, epiloog                                                                    | 16 februari 1974, Berlijn, Staatsoper Unter den Linden | Karl Mickel                                                                                         |
| 1976-1979   | Leonce und Lena                                                                | Proloog en 2 aktes                                                                                | 24 november 1979, Berlijn | Thomas Körner, naar de gelijknamige komedie van Karl Georg Büchner                                  |

### Toneelmuziek
voor stukken van Bertold Brecht:
- 1938 99%- eine deutsche Heerschau (later: Furcht und Elend des Dritten Reiches)
- 1946-1949 Mutter Courage und ihre Kinder: Chronik aus dem Dreißigjährigen Krieg
- 1947-1948 Der gute Mensch von Sezuan
- 1948 Die Ausnahme und die Regel
- 1949 Herr Puntila und sein Knecht Matti
- 1949 Wie dem deutschen Michel geholfen wird
- 1951-1956 Mann ist Mann
- 1951-1956 Der kaukasische Kreidekreis

### Werken voor de radio
- 1930-1931 Orpheus, hoorspel - tekst: Robert Seitz (bewerkt als korte opera: Orpheus und der Bürgermeister in 1976-1977
- 1953 Drachen über den Zelten, hoorspel - tekst: Günther Rücker
- 1955 Die Witwe Capet, hoorspel - tekst: Günther Rücker naar Lion Feuchtwanger, alleen een fragment

### Werken voor koren
- 1943-1944 Deutsches Miserere, voor gemengd koor - tekst: Bertolt Brecht
- 1944-1945 Internationale Kriegsfibel, voor gemengd koor - tekst: Bertolt Brecht
- 1948-1951 3 Grabschriften, voor gemengd koor - naar Bertolt Brecht
  1. Grabschrift für Rosa Luxemburg
  2. Grabschrift für Karl Liebknecht
  3. Grabschrift für Vladimir Lenin -(in 1969 bewerkt voor Orchestermusik Nr. 3)
- 1951 Herrnburger Bericht, voor gemengd koor - tekst: Bertolt Brecht
- 1955 Krieg und Friede, voor gemengd koor - tekst: Matthias Claudius
- 1960-1961 Appell der Arbeiterklasse, voor gemengd koor - tekst: Brecht, Becher, Ehrenburg, Kunert, Maurer, samenstelling: Wera Küchenmeister
- 1961-1963 Requiem für Patrice Emery Lumumba, voor gemengd koor - tekst: Karl Mickel

### Vocale werken
- Spaniens Himmel

### Werken voor orgel
- 1968 Paraphrase über „Mariana“ von J. Gilbert

### Filmmuziek
- 1928 Schmutziges Geld
- 1928 Doktor Doolittle und seine Tiere (samen met Kurt Weill en Paul Hindemith)
- 1928 Der verzauberte Wald
- 1928 Die Wunderuhr
- 1928-1929 Alice in Cartoonland
- 1929 Tonfilm-Experiment Episode
- 1929-1930 Stürme über dem Montblanc
- 1930 Das Land des Lächelns (Operettefilm met Richard Tauber)
- 1931 Der weiße Rausch
- 1931 Salto Mortale
- 1932 Melodie der Liebe (Operettefilm met Richard Tauber)
- 1932-1933 Nordpol - ahoi!
- 1933 SOS Eisberg
- 1935 Awodah
- 1937 Yoshiwara
- 1937 Cargaison Blanche (Duits: Weiße Fracht für Rio)
- 1938 Accord final
- 1938 Carrefour
- 1938 Werther
- 1944 Mr. Skeffington
- 1945 The strange affair of uncle Harry (Duits: Onkel Harrys seltsame Affäre)
- 1947 Adamah
- 1947 Nora Prentiss
- 1947 The Paradine Case (Duits: Der Fall Paradin)
- 1947 The Pretender
- 1948 The vicious circle
- 1956 Du und mancher Kamerad
- 1957 Urlaub auf Sylt
- 1958 Unternehmen Teutonenschwert
- 1961-1963 Das russische Wunder

## Publicaties
- Notizen zu Noten. Hrsg. v. Fritz Hennenberg. Reclam, Leipzig 1974.
- Aus Gesprächen. VEB Deutscher Verlag für Musik, Leipzig 1974.